# 勒蓬廷山

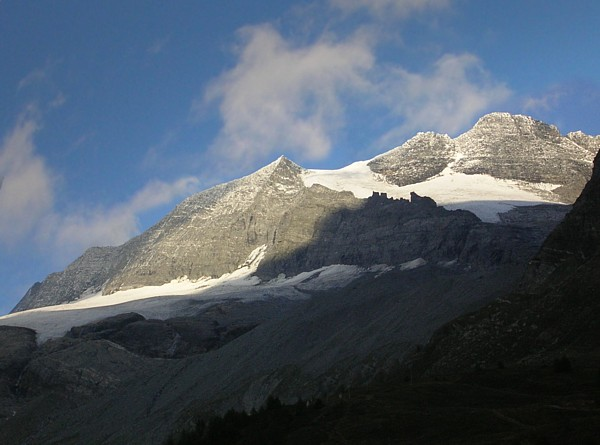

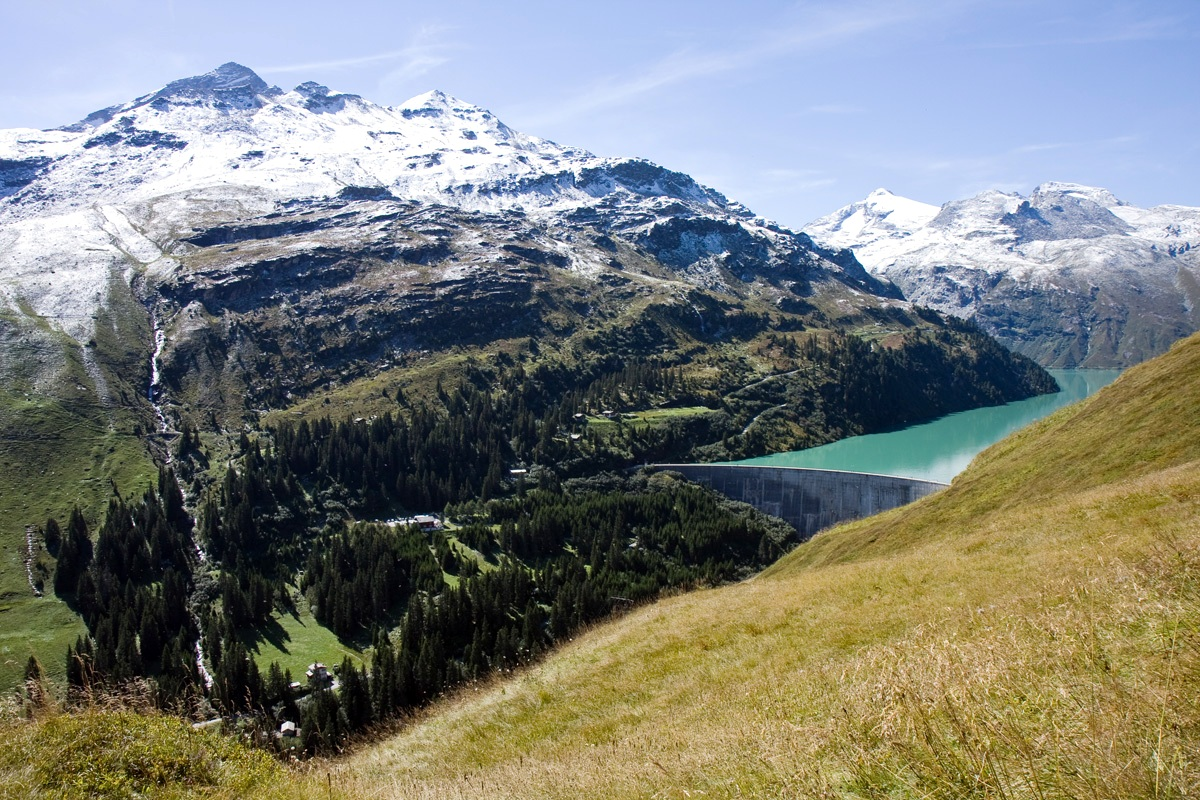

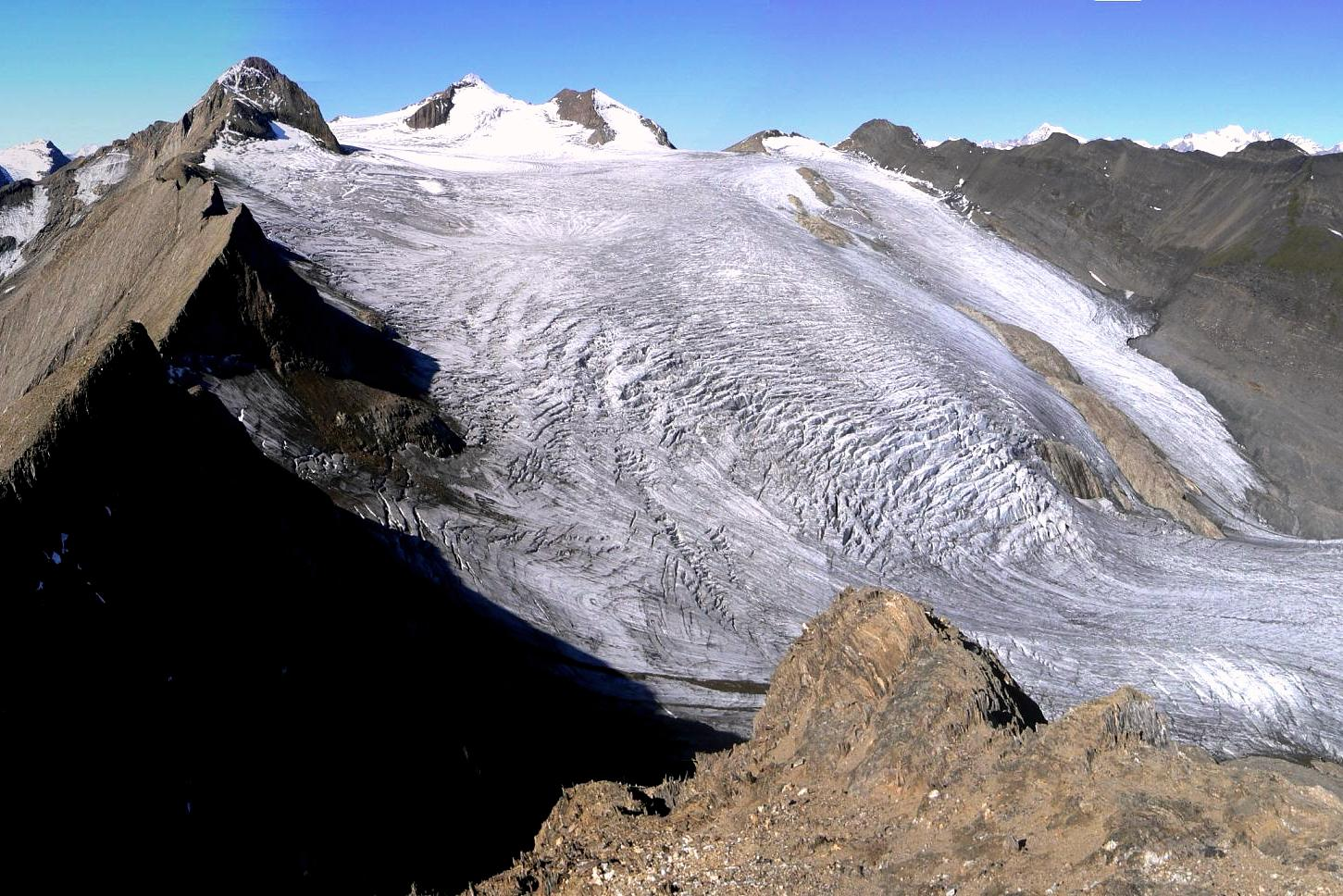

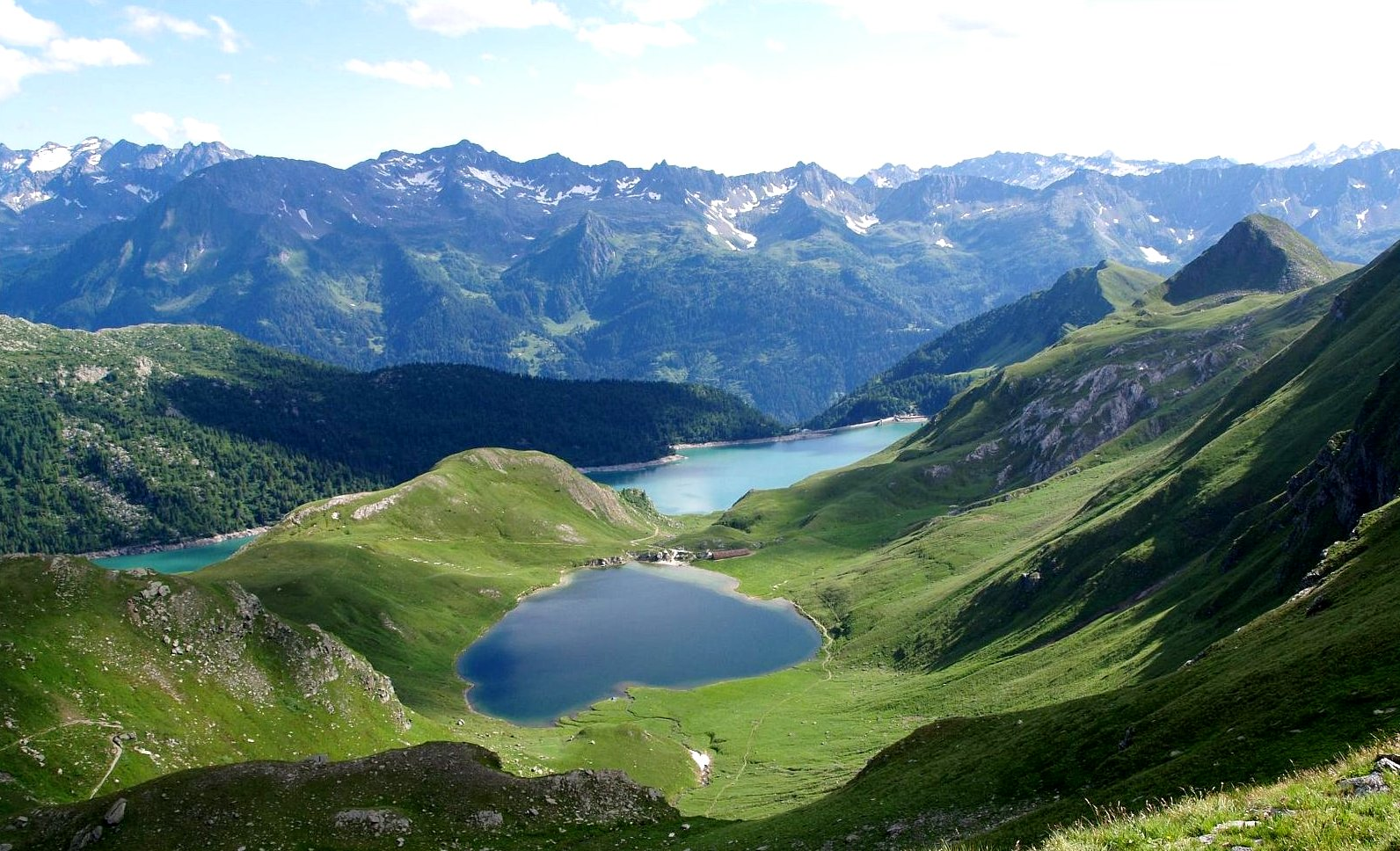

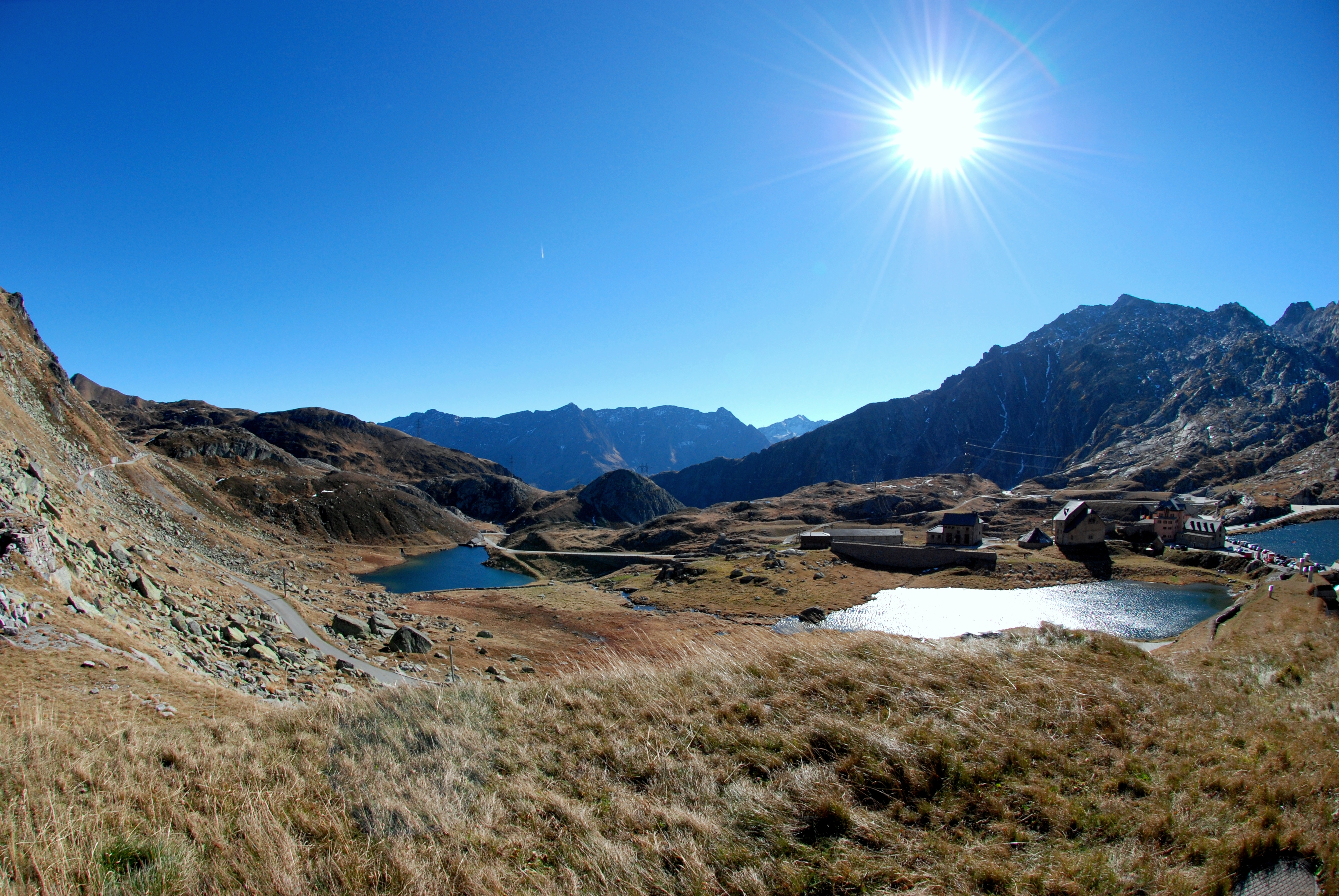

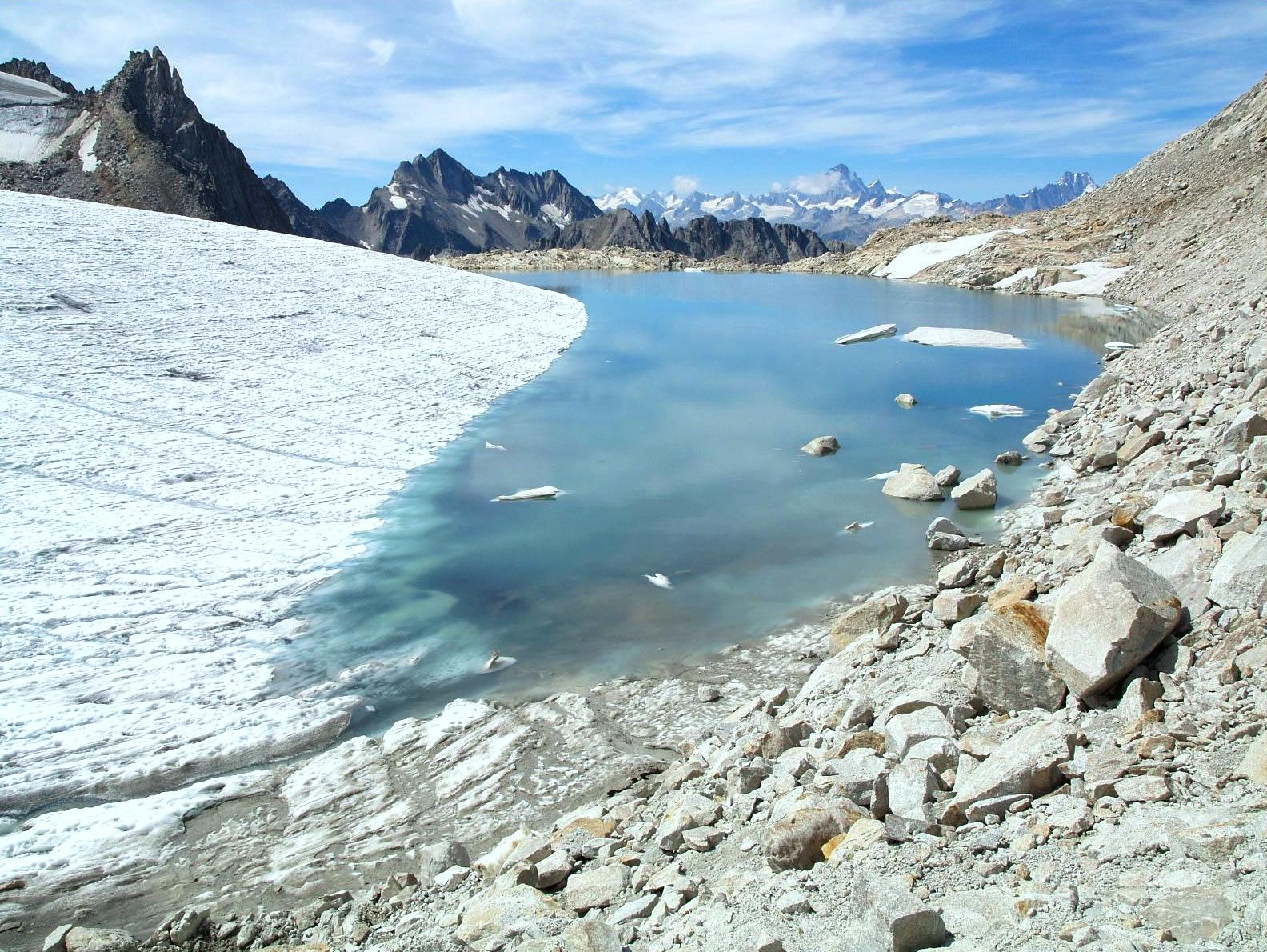

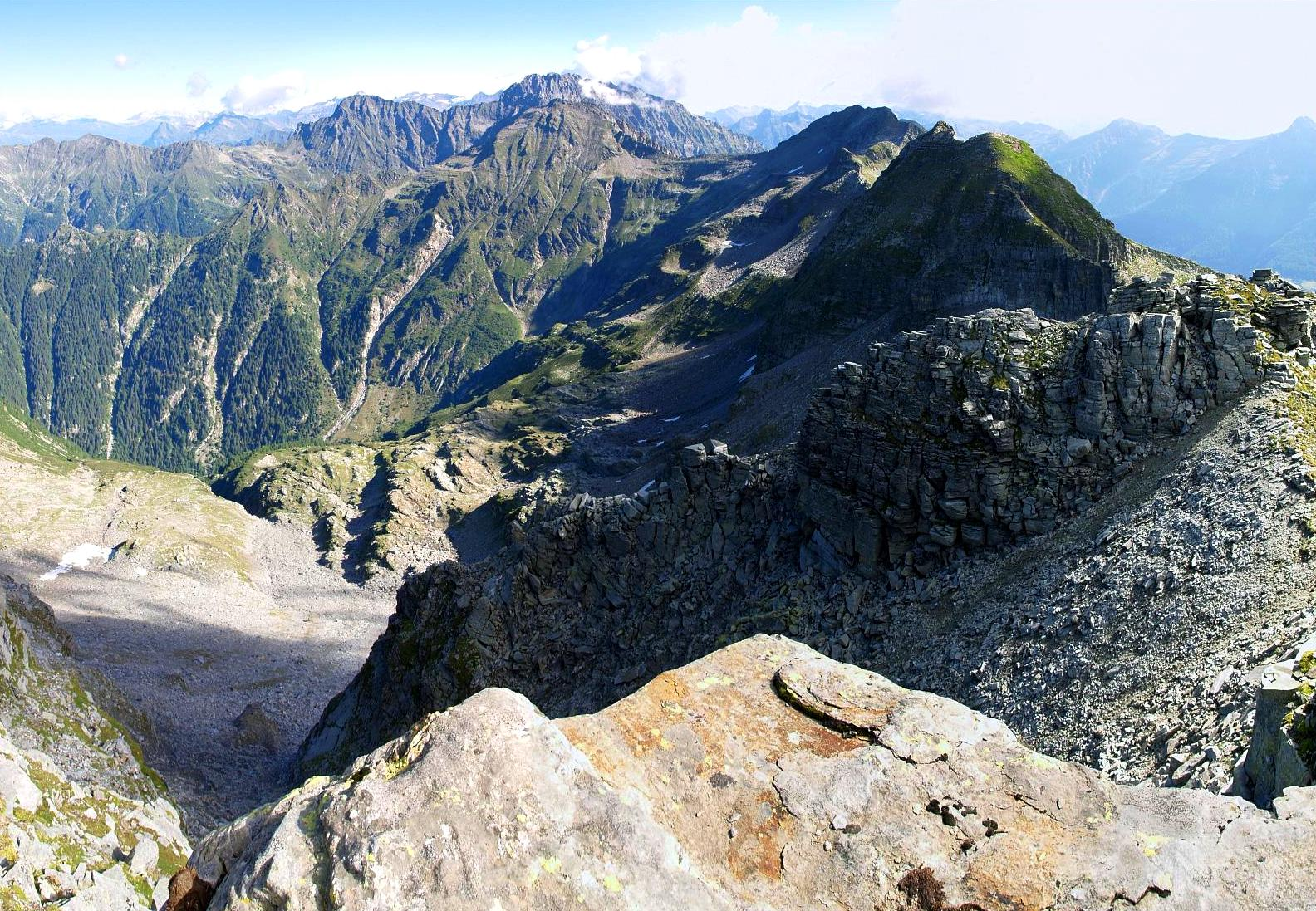

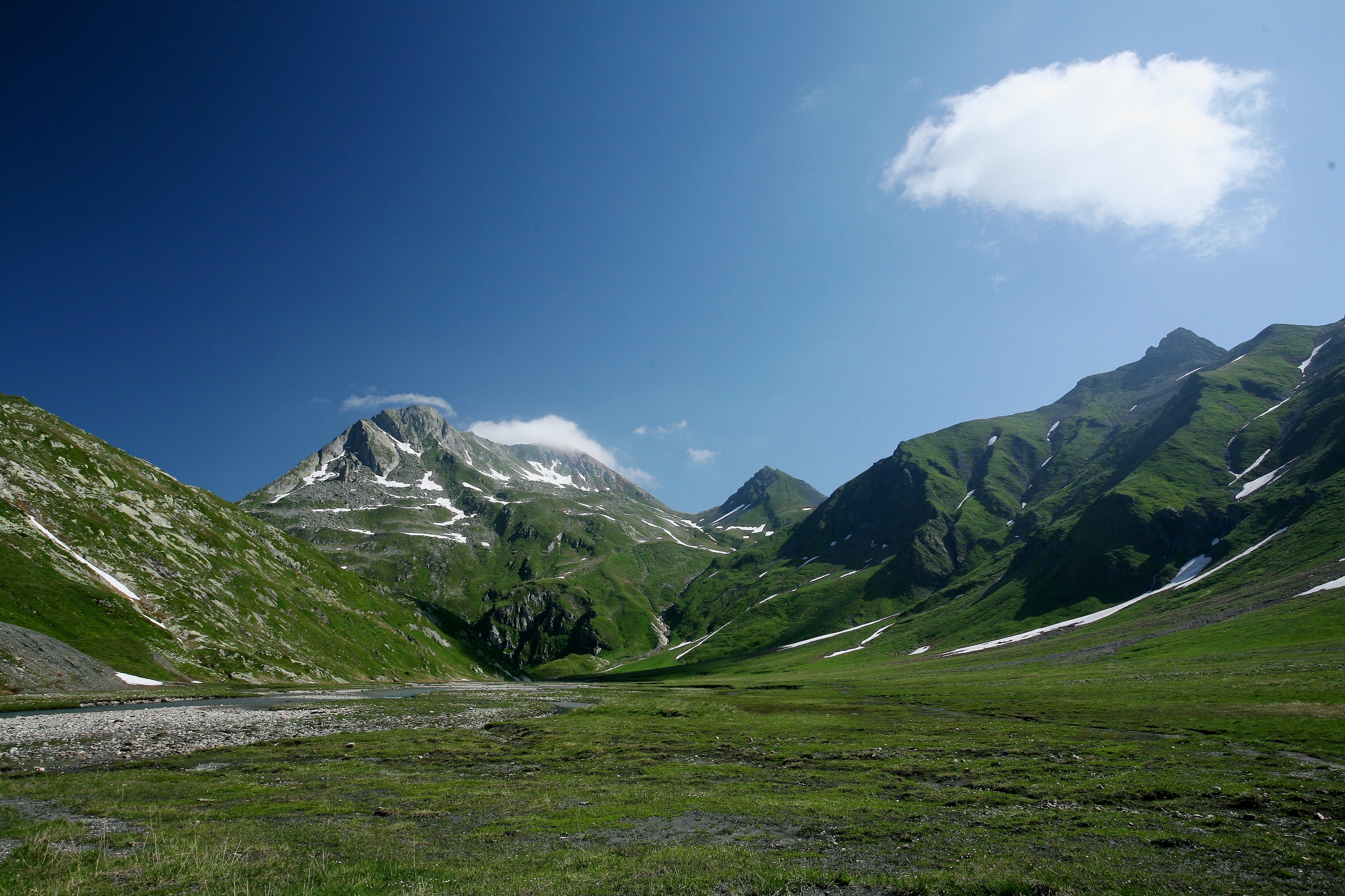

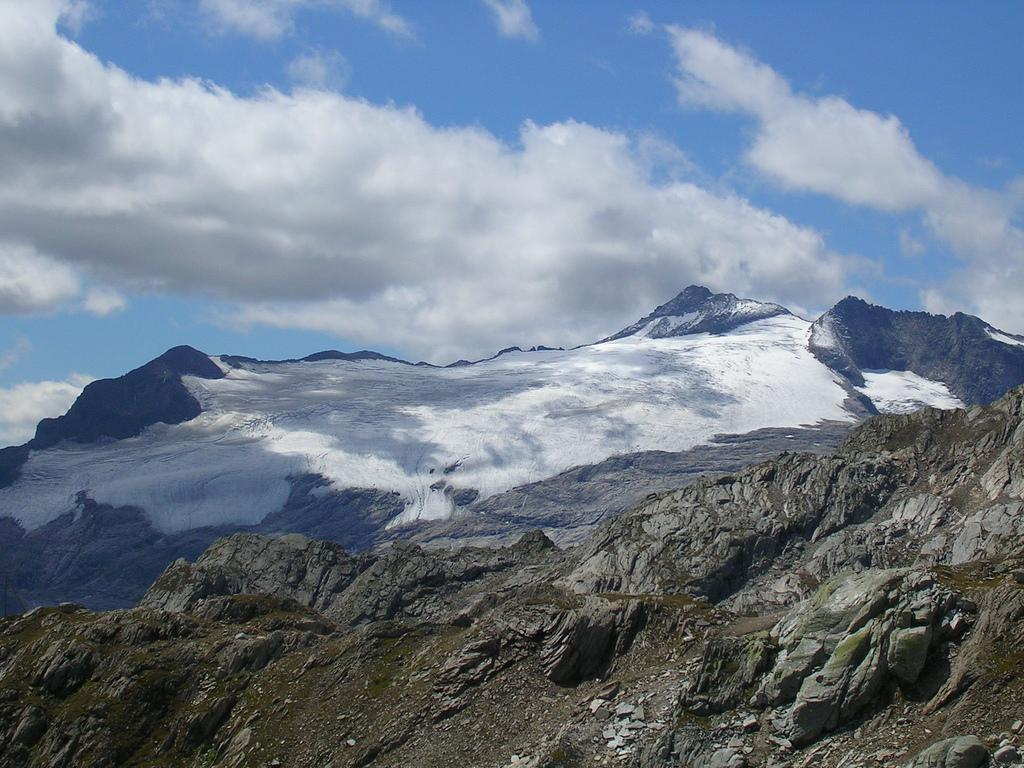

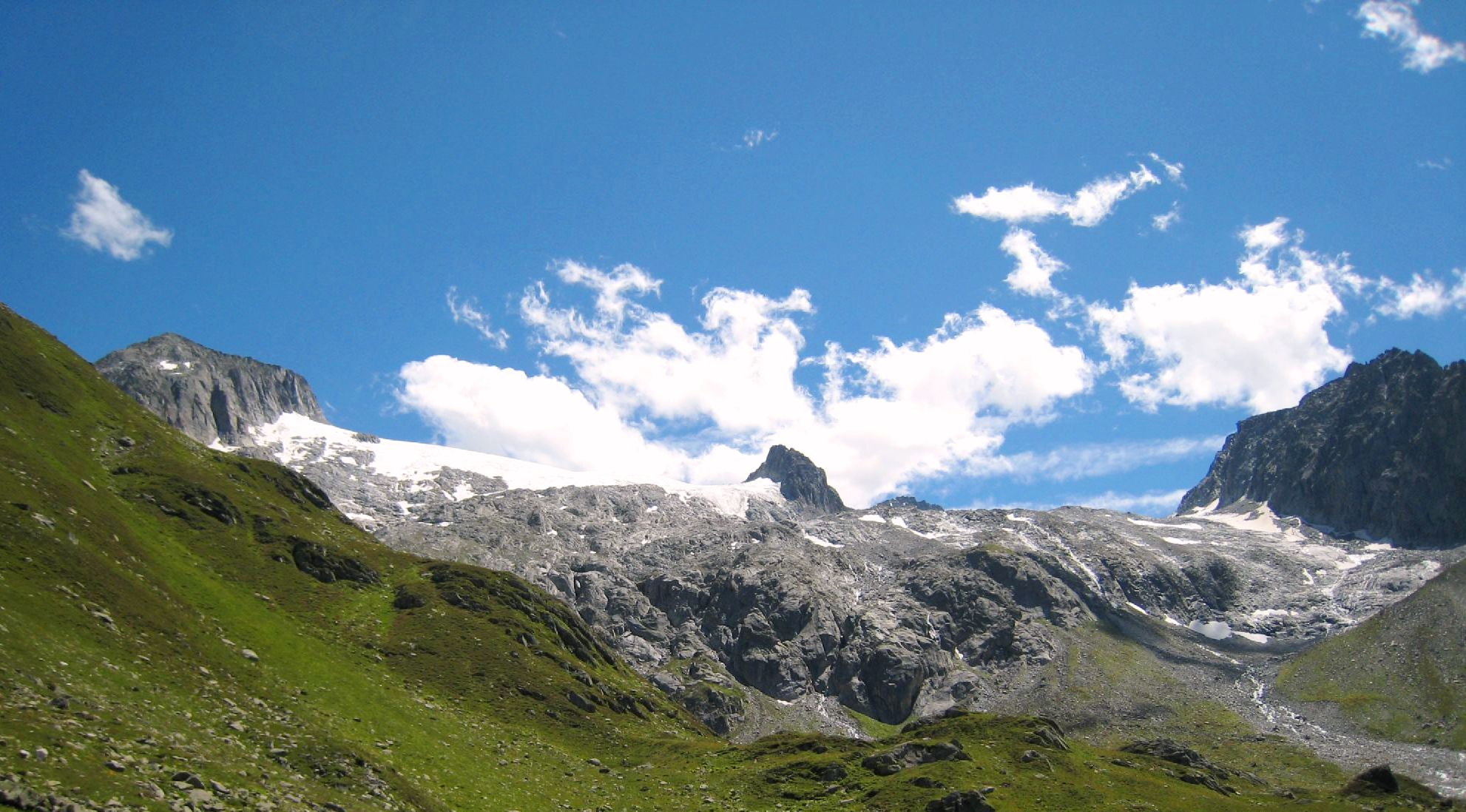

勒蓬廷山（德语：Lepontinische Alpen；法语：Alpes lépontines；意大利语：Alpi Lepontine；英语：Lepontine Alps）是歐洲的山脈，是西阿爾卑斯山脈的一部分，橫跨瑞士和意大利，長151公里、寬196公里，面積12,639平方公里，最高點海拔高度3,552米。